# Гедек минарет
Гедек минарет (азерб. Gödək minarə) — квартальная мечеть с минаретом, расположенная в историко-архитектурном заповеднике Юхары-баш, в махалля Сарыторпаг города Шеки (Азербайджан), по адресу улица Сарыторпаг, 18. Согласно распоряжению Кабинета Министров Азербайджанской Республики об исторических и культурных памятниках является «памятником истории и культуры местного значения».
Историко-архитектурный памятник XIX века. Он расположен на территории Верхнебашского государственного историко-архитектурного заповедника в городе Шеки, Азербайджан.
Мечеть была включена в список недвижимых памятников истории и культуры местного значения решением № 132 Кабинета Министров Азербайджанской Республики от 2 августа 2001 года.
7 июля 2019 года «исторический центр Шеки вместе с Ханским дворцом» был включен в Список всемирного наследия ЮНЕСКО. Мечеть-минарет Гёдек, расположенная в историческом центре Шеки, включена в список Всемирного наследия.
Мечеть и минарет были построены в XIX веке. До недавнего времени в здании мечети функционировал детский сад. Впоследствии детский сад перенесён в другое здание, а Гедек минарет был отремонтирован.

## Описание
Мечеть с минаретом Годек расположена в районе Сарыторпаг города Шеки. Молитвенный дом, входящий в состав Верхнего Главного государственного историко-архитектурного заповедника, был построен Хаджи Абдуррахман-беем и Хаджи Садреддином-беем в 1226 году (1811 год нашей эры) по хиджрско-лунному календарю. Определить дату постройки мечети можно по надписи над входной дверью.
Надпись написана на арабском языке:
Все на земле смертны. Однако сущность Господа, обладателя величия и благодати, остается (Сура Рахман 26-27). Те мужчины, которые ни торговля, ни покупки не отвлекают их от поминания Бога и молитвы (Сура Нур 37). Эта мечеть, основанная на благочестии, благословенная мечеть для реализации постановлений шариата, была построена Хаджи Садреддином Беем и Абдуррахман Беем из благородного и почетного региона в 1226 году. Да помилует их Бог.
Мечеть построена из камня и кирпича, состоит из двух комнат и коридора. Потолок мечети выполнен из сетки. Так как от плафона мечети Шеки хана, реставрированного в 2021-2022 годах, не осталось следов, а фото плафона не было, реставраторы собрали новый плафон для мечети на основе сети на плафоне мечеть-минарет Гёдек и Дворец шекинских ханов. В мечети есть минарет. Невозможно подняться, потому что лестница внутри него сломана.
Во дворе три могилы. Говорят, что одна из этих могил принадлежит Хаджи Садреддин-бею, умершему в 1254 г. хиджры (1838 г.).

### Во время советской оккупации
После советской оккупации с религией начали официально бороться с 1928 года. В декабре того же года ЦК Коммунистической партии Азербайджана передал многие мечети, церкви и синагоги клубам для использования в образовательных целях. Если в 1917 году в Азербайджане было 3000 мечетей, то в 1927 году их было 1700, а в 1933 году — 17.
После оккупации в здании мечети располагался детский сад.

### После обретения независимости
Мечеть была включена в список недвижимых памятников истории и культуры местного значения решением № 132 Кабинета Министров Азербайджанской Республики от 2 августа 2001 года.
С 2001 года историческая часть города Шеки выбрана кандидатом в Список всемирного наследия ЮНЕСКО. 7 июля 2019 года «исторический центр Шеки вместе с Ханским дворцом» был включен в Список всемирного наследия ЮНЕСКО. Решение было принято на 43-й сессии Комитета всемирного наследия ЮНЕСКО, прошедшей в Бакинском конгресс-центре. Мечеть-минарет Гёдек, расположенная в историческом центре Шеки, включена в список Всемирного наследия.